# Helicoverpa tibetensis
Helicoverpa tibetensis là một loài bướm đêm trong họ Noctuidae.